# Cantó d'Ieras Oest
El cantó d'Ieras Oest és un cantó francès del departament de la Var, situat al districte de Toló. Compta amb part del municipi de Ieras.

## Municipis
- Ieras, part oest

## Història
| Data d'elecció                           | Identitat         | Partit              | Qualitat |
| ---------------------------------------- | ----------------- | ------------------- | -------- |
| 1998-2004                                | Léopold Ritondale | UDF-DL, després UMP |          |
| 2004-                                    | Daniel Barbarroux | UMP                 |          |
| les dades anteriors no són pas conegudes |                   |                     |          |
|                                          |                   |                     |          |

| 1962 | 1968 | 1975 | 1982 | 1990   | 1999   | 2006   |
| ---- | ---- | ---- | ---- | ------ | ------ | ------ |
| -    | -    | -    | -    | 24.542 | 24.365 | 25.031 |